# رولاند هاتنبرگر
رولاند هاتنبرگر (آلمانی: Roland Hattenberger؛ زادهٔ ۷ دسامبر ۱۹۴۸) بازیکن فوتبال اهل اتریش بود.
از باشگاه‌هایی که در آن بازی کرده‌است می‌توان به باشگاه فوتبال تیرول، باشگاه فوتبال اشتوتگارت، و باشگاه فوتبال اس‌سی فورتونا کلن اشاره کرد.
وی همچنین در تیم ملی فوتبال اتریش بازی کرده‌است.